# Vignoble des Pyrénées-Orientales
La viticulture dans les Pyrénées-Orientales est l'ensemble des activités visant à cultiver la vigne dans le département français des Pyrénées-Orientales, en particulier pour la production de vin. La production viticole est essentiellement issue de la plaine du Roussillon et des contreforts voisins, le vignoble et le vin qui en sont issus sont souvent appelés vins et vignoble du Roussillon. Les vins les plus réputés sont des vins doux naturels : banyuls, maury, rivesaltes et muscat-de-rivesaltes.

## Cadre géographique et climatique
Les Pyrénées-Orientales sont le département le plus méridional de la France métropolitaine. Il prend la forme d'un long triangle dont le plus petit côté, tourné vers l'est, est bordé par la mer Méditerranée. Au bord de la mer la plaine du Roussillon, est traversée par trois fleuves (l'Agly, la Têt et le Tech) nés dans les montagnes. Cette plaine est encadrée au nord par le massif des Corbières, au sud par les Albères et à l'ouest par les contreforts pyrénéens des Aspres et le massif du Canigou.
La viticulture dans ce département se concentre dans la plaine du Roussillon et ses abords.
Le climat est de type méditerranéen (doux et sec, très ensoleillé et souvent soumis à un vent fort) en plaine et dans les Corbières, se dégradant progressivement en climat montagnard plus frais et humide lorsque l'altitude augmente, vers l'intérieur des terres. Les pluies, rares, sont souvent fortes, les sécheresses fréquentes. Ce climat peut favoriser des maladies, une faible rendement, mais également la maturation précoce du raisin.
Les forts contrastes géologiques et climatiques de cette région viticole donnent naissance à plusieurs terroirs très différents.

## Histoire
À Collioure aux XIIIe et XIVe siècles, les terrains schisteux et très pentus sont consacrés uniquement à la vigne, cultivée en terrasses, alors que cette culture n'existe pas à Saint-Laurent-de-la-Salanque (plaine limoneuse) et qu'à Saint-Hippolyte, les vignes sont cantonnées aux terres caillouteuses.
Un capbreu fait l'inventaire des terres de Château-Roussillon entre 1451 et 1456. Dans ce document, 54 % des parcelles citées sont occupées par la vigne. Ce village, situé entre terrasses caillouteuses et plaine limoneuse, confirme la différence entre les cultures selon la qualité de la terre : la vigne représente 68 % des cultures en terrasses alors qu'elle est très rare dans la partie du territoire située en Salanque.

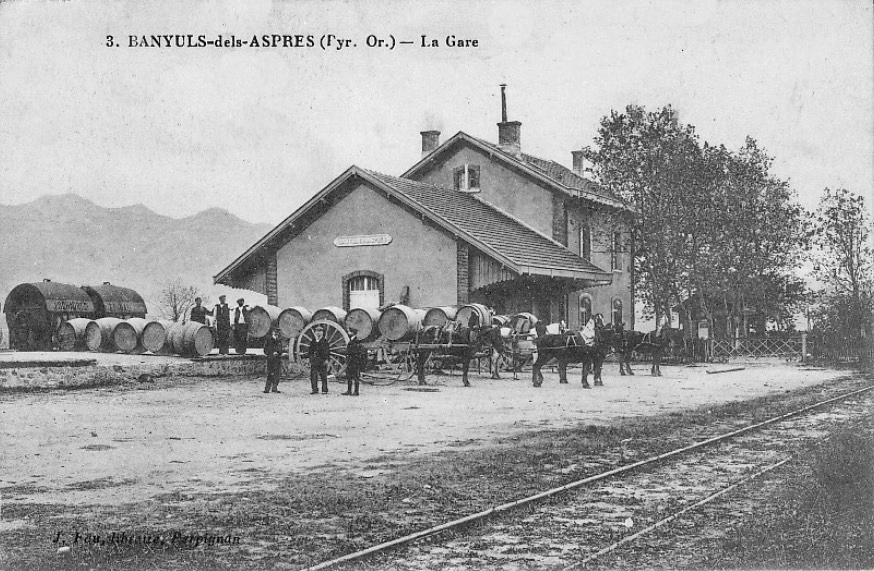
Barriques devant la gare de Banyuls-dels-Aspres, vers 1910.

Le vignoble roussillonnais connait un fort développement entre les milieux des XIXe et XXe siècles, avec une surface d'environ 46 000 hectares en 1851, 49 365 ha en 1860, 55 000 ha en 1870, 59 880 ha en 1907 (année de la révolte des vignerons), 70 081 ha en 1931 et 72 537 ha en 1933. Cette activité se maintient jusqu'aux années 1960, avant de chuter, la surface consacrée à la vigne dans le département ne représentant plus qu'environ 24 000 ha dans les années 2010.

## Économie
Le département compte en 2017 2 350 vignerons. La surface en production est de 23 200 ha. Le ratio est passé de 987 000 hectolitres en 2011 à 604 000 en 2016.